# Arnold Mindell
Arnold (Arny) Mindell (1. ledna 1940, Schenectady, New York, USA – 10. června 2024) byl americký psychoterapeut a zakladatel procesově orientované práce (v originále Process Oriented Psychology nebo Process work) známé také pod zkratkami p. o. p. nebo POP. Žil se svou profesní partnerkou a ženou Amy Mindell v Portlandu v Oregonu a pracoval na mnoha místech světa. Je autorem 20 knih, které byly přeloženy již do 23 jazyků.

## Profesní dráha
Roku 1961 získal magisterský titul na MIT v Cambridge v Massachusetts a pokračoval postgraduálním studiem na ETH ve Švýcarsku. Přátelství s Franzem Ricklinem, hlavou tamního Jungova Institutu (později mezi nimi vznikl terapeutický vztah) přispělo k tomu, že Mindell přestal studovat fyziku a stal se jungiánským analytikem (roku 1972 mu byl Spojeným Institutem v Ohiu udělen titul PhD. za psychologii díky jeho práci na synchronicitě).
V roce 1977 se stal jungiánským tréninkovým analytikem a v roce 1982 vydal svou první knihu "Dreambody: The Body’s Role in Revealing the Self" (česky vyšlo jako "Snové tělo" v Brně 2008). Mindell objevil a zkoumal to, jak v nás snící mysl vytváří podvědomí nebo „dvojité signály“ když jsme ve vztahu s ostatními lidmi. Zjistil, že vynášení těchto signálů do popředí, "na světlo", zjednodušuje mezilidskou komunikaci.
Nakonec jeho myšlenky přerostly do techniky Procesově orientované práce. Procesově orientovaná práce se zaměřuje na vnímání a sledování signálů a informací vycházejících ze smyslových kanálů. Tyto signály pomáhají nacházet smysluplnost v různých příjemných i nepříjemných prožitcích, tělesných příznacích a problémech ve vztazích.
Obecně lze říci, že procesově orientovaná práce kombinuje prvky gestalt psychologie, jungiánské a somatické psychologie, domorodých tradic, buddhismu a taoismu.
Jeho zájem o mezilidské vztahy vyústil do studia konfliktů ve velkých skupinách. Mindell zjistil, že procesy snění, které objevil na úrovni individuálních vztahů a vztahů mezi dvěma lidmi, mohou být užitečné také při řešení problémů ve větších skupinách. Ve skupinách není tento proces utvářen pouze jednotlivci, ale „rolemi“ které může zaujmout kterýkoli jednotlivec ve skupině. „Ghost roles“ (role ducha) jsou role projevující se v rámci chování skupiny, se kterými se vědomě či nevědomě jednotlivci ze skupiny nechtějí ztotožnit.
Znovu se začal zajímat o fyziku a vrátil se ke studiu malých, nepatrných signálů, které jsou v klasičtějších psychologických přístupech často přehlíženy. Se svou profesní partnerkou a ženou Amy Mindell začal objevovat nové metody práce s lidmi v kómatu a vegetatitních stavech vědomí. V poslední době ho zájem o kvantovou fyziku vede ke zkoumání spojitostí mezi psychologií a teoretickou fyzikou a k hledání nových možností práce se změněnými stavy vědomí. Vyvinul rozsáhlou soustavu výzkumů a technik používajících koncepty pole, vln a vektorů k porozumění preverbálních stavů vědomí a stavů vědomí podobných snění v bdělosti. Také vytvořil komplexní techniky pro integraci konceptů pole a vln z domorodé filozofie a jejich praktikování v psychologii spjaté se zemí a konceptu Process Mind.

## Související témata
- Worldwork
- Process-oriented Ecology
- Coma work (Procesově orientovaná práce s lidmi v kómatu)
- Deep democracy (Hluboká demokracie)

## Procesově orientovaná práce v Česku
V roce 2010 bylo v Česku založeno občanské sdružení Institut procesově orientované práce (IPOP). Sdružení vzniklo s cílem podporovat a rozvíjet metodu procesově orientované práce a psychologie, zejména na území České republiky. Za tímto účelem pořádá IPOP aktivity pro profesní podporu a rozvoj, organizuje odborné workshopy a semináře, sdružuje zájemce o procesově-orientovaný přístup, spolupracuje s dalšími institucemi a organizacemi a věnuje se výzkumné činnosti.
Aktivity IPOP jsou určeny pro zájemce o metodu procesově orientované práce z řad laické i odborné veřejnosti (sociální a pastorační pracovníky a pracovnice, psychology a psycholožky, psychoterapeuty a psychoterapeutky, lékaře a lékařky, pedagogy a pedagožky, osoby poskytující mediační a facilitační služby aj.).